# Lepeophtheirus nanaimoensis
Lepeophtheirus nanaimoensis är en kräftdjursart som beskrevs av C. B. Wilson 1912. Lepeophtheirus nanaimoensis ingår i släktet Lepeophtheirus och familjen Caligidae. Inga underarter finns listade i Catalogue of Life.